# Tercera División (Perù)
La Tercera División, ufficialmente denominata Liga 3 per motivi di sponsorizzazione, è la terza divisione semiprofessionistica del campionato peruviano di calcio. È organizzata dalla FPF, la federazione calcistica peruviana.

## Storia
Alla fine del 2019, il presidente della Commissione Nazionale Calcio Dilettantistico Luis Duarte Plata, aveva preso in considerazione l'idea di organizzare l'ultima edizione della Copa Perú per l'anno 2020; durante la Fase Dipartimentale di detto torneo sarebbero stati incoronati 25 campioni, che avrebbero preso parte alla prima edizione di una nuova lega l'anno successivo.
Tuttavia, la Federcalcio peruviana annullò l'edizione 2020 della Copa Perú mentre il era in corso la fase distrettuale a causa della pandemia di COVID-19, che mise in pausa la possibile creazione della Lega 3.
Nel 2022, la Federazione peruviana, attraverso il Sottocomitato Nazionale Calcio Dilettantistico, decise di ripensare l'idea di una nuova Lega, che sarebbe stata l'ultimo passo verso il professionismo per i club provenienti dalla Copa Perú. Questa idea è stata espressa dal presidente Agustín Lozano attraverso le riforme del calcio peruviano, che come primo importante cambiamento ebbero l'eliminazione della promozione diretta in Prima Divisione dalla Copa Perú.
Alla fine del 2023, con le nuove disposizioni formulate dalla FIFA, diventa ufficiale la creazione della Lega 3.

## Formato
Nella prima bozza impostata dalla federazione peruviana, era previsto che nella sua prima edizione avrebbero preso parte 32 squadre alla nuova competizione: dai club eliminati agli Ottavi e Quarti di finale della fase finale della Copa Perú 2023, oltre ad 8 club che classificati primi e secondi dei tornei macroregionali (Nord, Centro, Sud ed Est), giocati all'inizio del 2024, dando inoltre un'opportunità alle squadre come: Pacífico SMP, Sport Áncash e Dep. UNMSN, squalificate per motivi economici e legali durante i precedenti campionati di Prima e Seconda Divisione. Tuttavia queste decisioni, hanno indotto la CONMEBOL a respingere la creazione della Lega 3, comunicando che le squadre partecipanti avrebbero dovuto guadagnare il posto nella nuova competizione esclusivamente per meriti sportivi e non per inviti casuali.
Nel 2024, la Federcalcio peruviana, tenendo conto delle osservazioni della CONMEBOL, decise dunque che i vincitori della Copa Perú si sarebbero qualificati direttamente nella nuova lega, in modo meritatorio, sulla base dell'idea originale di anni fa: i 25 rappresentanti di ciascun dipartimento aventi miglior piazzamento nella Fase Nazionale, essi campioni dipartimentali o secondi classificati, saranno i club che disputeranno la prima edizione della Lega 3 nell'anno 2025. Inoltre, dal Torneo di Riserva 2024 si qualificheranno le 8 squadre che avranno raggiunto i quarti di finale.
Nel dicembre 2024 è stato confermato il formato della competizione: suddiviso in più fasi, nella prima fase le 36 squadre sono suddivise in 4 gruppi in base alla regione d'appartenenza. Le prime quattro di ogni gruppo avanzano alla seconda fase, dove le 16 squadre qualificate sono sorteggiate in 4 gruppi da 4, dove le prime otto avanzano alla fase play-off, che prevede quarti, semifinali e finale per determinare il vincitore della competizione.

## Squadre partecipanti
Sono 36 le società calcistiche che hanno preso parte alla 1º edizione della 
Liga 3 giocata dal 2025. In grassetto sono rappresentante le squadre partecipanti nella stagione 2025.
1 volta:  Juventud Santo Domingo,  Nacional FBC,  Ecosem Pasco, Deportivo Ucraina,  Juventud Cautivo,  Juventus Huamachuco,  Nuevo San Cristóbal,  Pacífico SMP,  Unión Santo Domingo,  Volante,  Pariacoto,  Real San Antonio,  José María Arguedas,  Juventud Alfa,  Sport Bolognesi,  Diablos Rojos,  Rauker,  Estudiantil CNI,  Construcción Civil,  Deportivo Lute,  Amazon Callao,  Deportivo Municipal Pangoa,  Alto Rendimiento,  UDA de Huancavelica,  Patriotas,  ADT II,  Alianza Lima II,  Carlos Stein,  Cienciano II,  Deportivo Municipal,  Juan Aurich,  Melgar II,  Sport Boys II,  Sport Huancayo II,  Unión Huaral,  U. César Vallejo II,  Universitario II.

## Albo d'oro
- 2025: Da disputare